# ديدر غودوين
ديدر غودوين (بالإنجليزية: Deidre Goodwin)‏ هي ممثلة أمريكية، ولدت في 15 سبتمبر 1969 في أوكلاهوما سيتي في الولايات المتحدة.

## وصلات خارجية
- الموقع الرسمي
- ديدر غودوين على موقع IMDb (الإنجليزية)
- ديدر غودوين على موقع قاعدة بيانات برودواي على الإنترنت (الإنجليزية)
- ديدر غودوين على موقع ديسكوغز (الإنجليزية)
- ديدر غودوين على موقع قاعدة بيانات الفيلم (الإنجليزية)